# Ráckeve

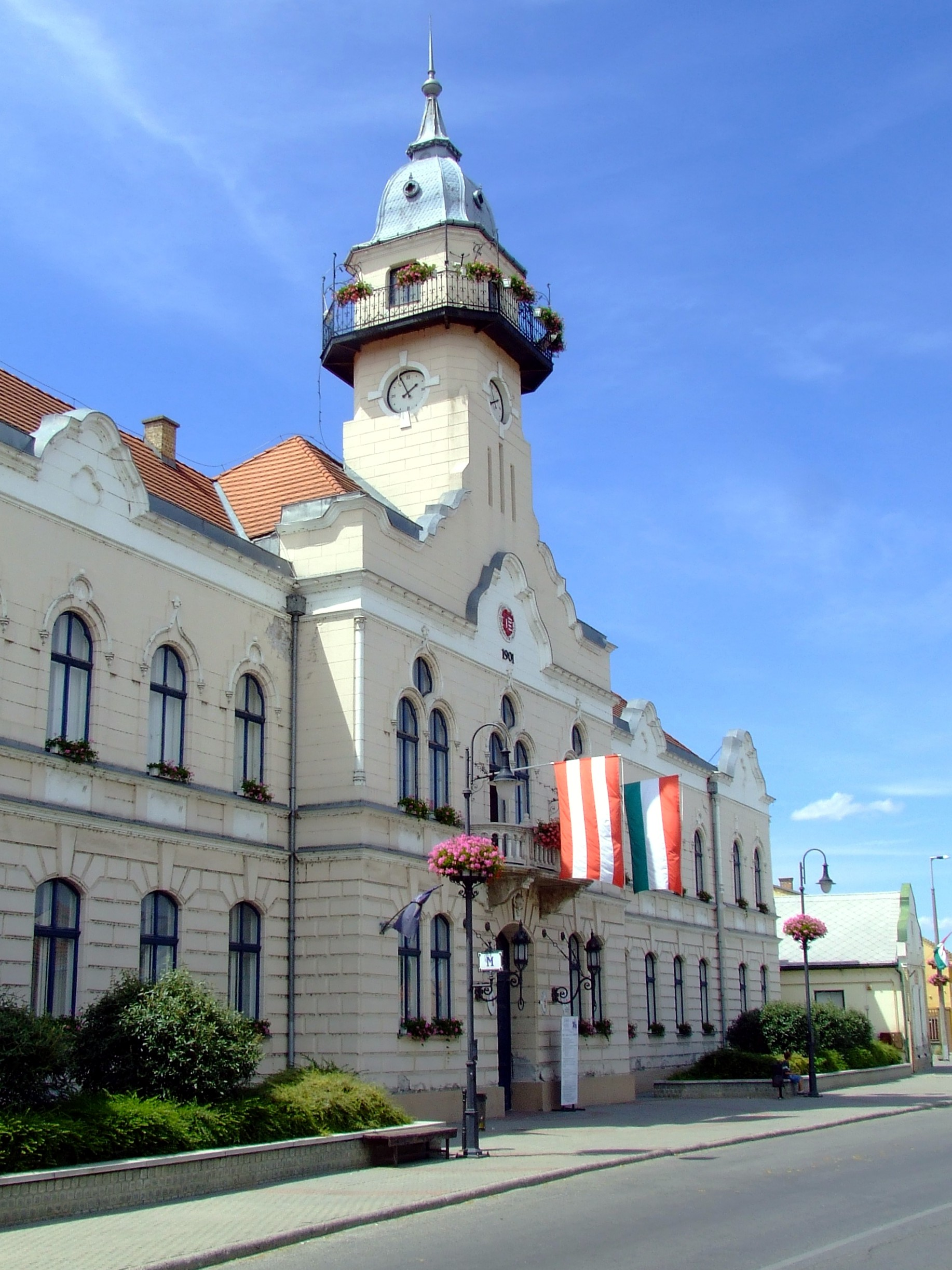
Rathaus Ráckeve (2008)

Ráckeve (deutsch Rautzenmarkt, kroatisch Kovin, serbisch Српски Ковин oder Рацки Ковин) ist eine ungarische Stadt im gleichnamigen Kreis  im Komitat Pest. Sie liegt südlich von Budapest auf der Insel Csepel in der Donau. Auf dem Gebiet der Stadt liegt das Schloss Savoyai.

## Geschichte
Ráckeve wurde 1212 erstmals urkundlich erwähnt, die serbisch-orthodoxe Kirche wurde 1487 errichtet.

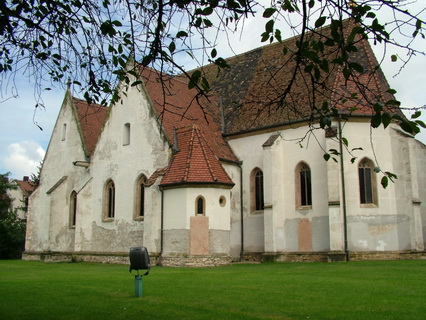
Serbisch-orthodoxe Kirche Nagyboldogasszony in Ráckeve

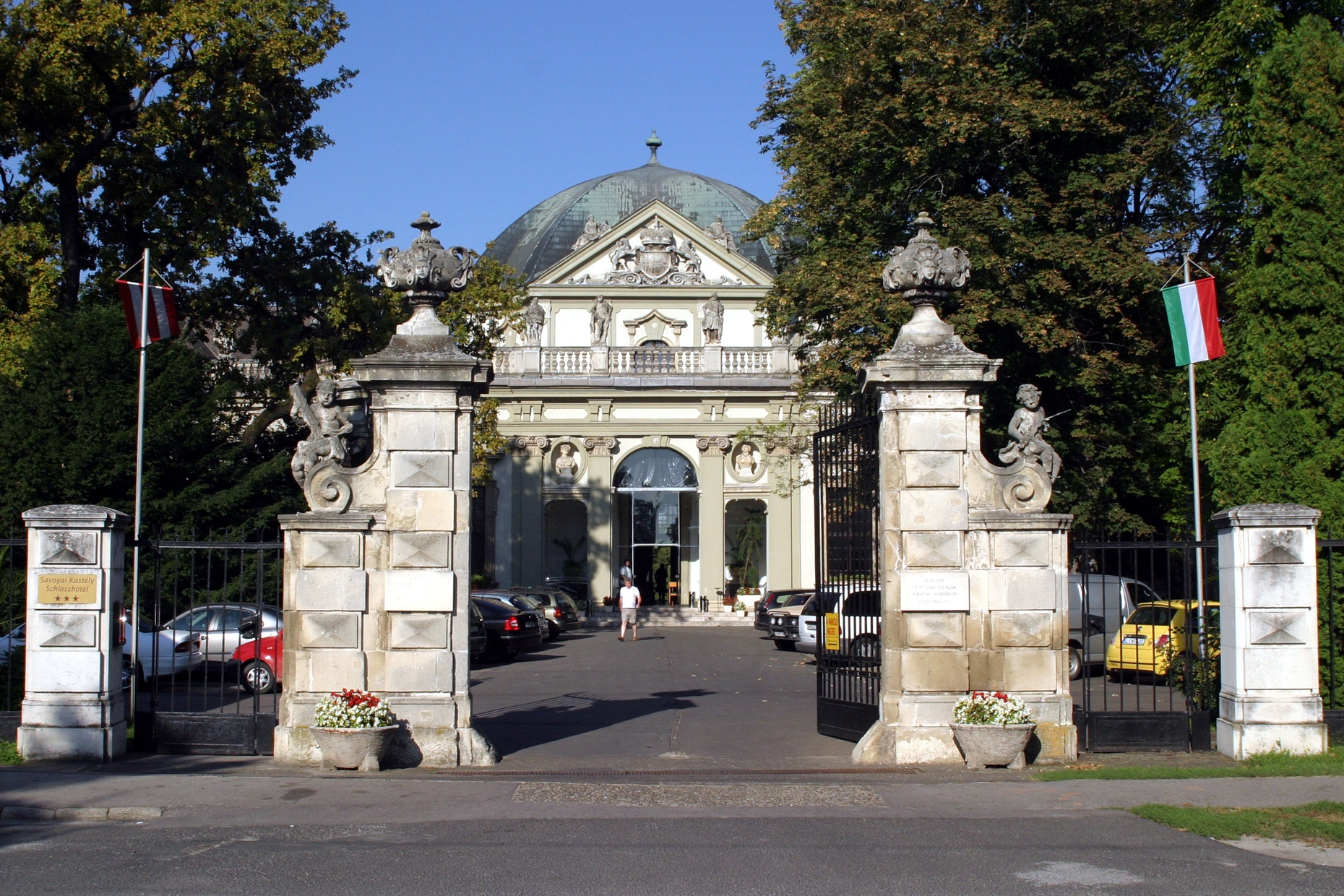
Schloss Savoyai in Ráckeve

## Söhne und Töchter der Stadt
- Károly Ács (1824–1894), Freiheitskämpfer und Jurist
- Béla Fegyó (* 1943), Maler
- Nep János Horváth (1774–1847), Husar
- Klári Katona (* 1953), Sängerin
- László Keviczky (* 1945), Ingenieur, Informatiker, Mitglied der MTA und Ehrenbürger der Stadt
- János Pauer (1814–1889), katholischer Bischof und Historiker
- Máté Skarica (1544–1591), Priester und Biograph

## Städtepartnerschaften
- Baktalórántháza, Ungarn
- Calden/Westuffeln, Deutschland, seit 1992
- Ciumani, Rumänien
- Kovin, Serbien
- Nenince, Slowakei
- Skorenovac, Serbien

## Sehenswürdigkeiten
- Árpád Brücke (Árpád híd), eröffnet 1897
- Árpád Museum (Árpád Muzeális Gyűjtemény és Kiállítóhely), erbaut 1921
- Rathaus (Városháza), erbaut 1901
- Reformierte Kirche, erbaut 1909–1913 nach Plänen von József Dobovszi (Neugotik)
- Römisch-katholische Kirche Keresztelő Szent János, erbaut 1791–1799 im Zopfstil (Barock)
- Römisch-katholische Friedhofskapelle Szent Domonkos
- Römisch-katholische Kapelle Újhegyi Lourdesi Szent Szűz im Stadtteil Újhegy
- Schiffmühle (Hajómalom)
- Schloss Savoyai (Savoyai-kastély), erbaut 1702–1750 nach Plänen von Johann Lucas von Hildebrandt (Barock)
  - Árpád Standbild neben dem Schloss (Árpád szobor), errichtet 1897
- Serbisch-orthodoxe Kirche Nagyboldogasszony
- Städtische Galerie (Patay László Városi Képtár)

## Verkehr
Durch Ráckeve verläuft die Landstraße Nr. 5101. Außerdem treffen in der Stadt die Nebenstraßen Nr. 51112 und Nr. 51113 aufeinander. Ráckeve ist angebunden an die Linie Nr. 6 der Budapester Vorortbahn HÉV. Der nächstgelegene Bahnhof befindet sich ungefähr acht Kilometer östlich in Kiskunlacháza.